# Canal de Craponne
El Canal de Craponne es un canal ubicado en el departamento de Bocas del Ródano, en la confluencia del Durance con Ródano (Francia). El propósito original del canal era llevar agua a Salon-de-Provence y a la llanura de Crau. Luego se extendió para llegar a Arlés. Un brazo permite que se comunique con el estanque de Berre formando una isla debajo de Salon-de-Provence. Debe su nombre al ingeniero Adam de Craponne que lo diseñó y comenzó su realización. 

## Historia

### El canal entre Durance y Salon-de-Provence

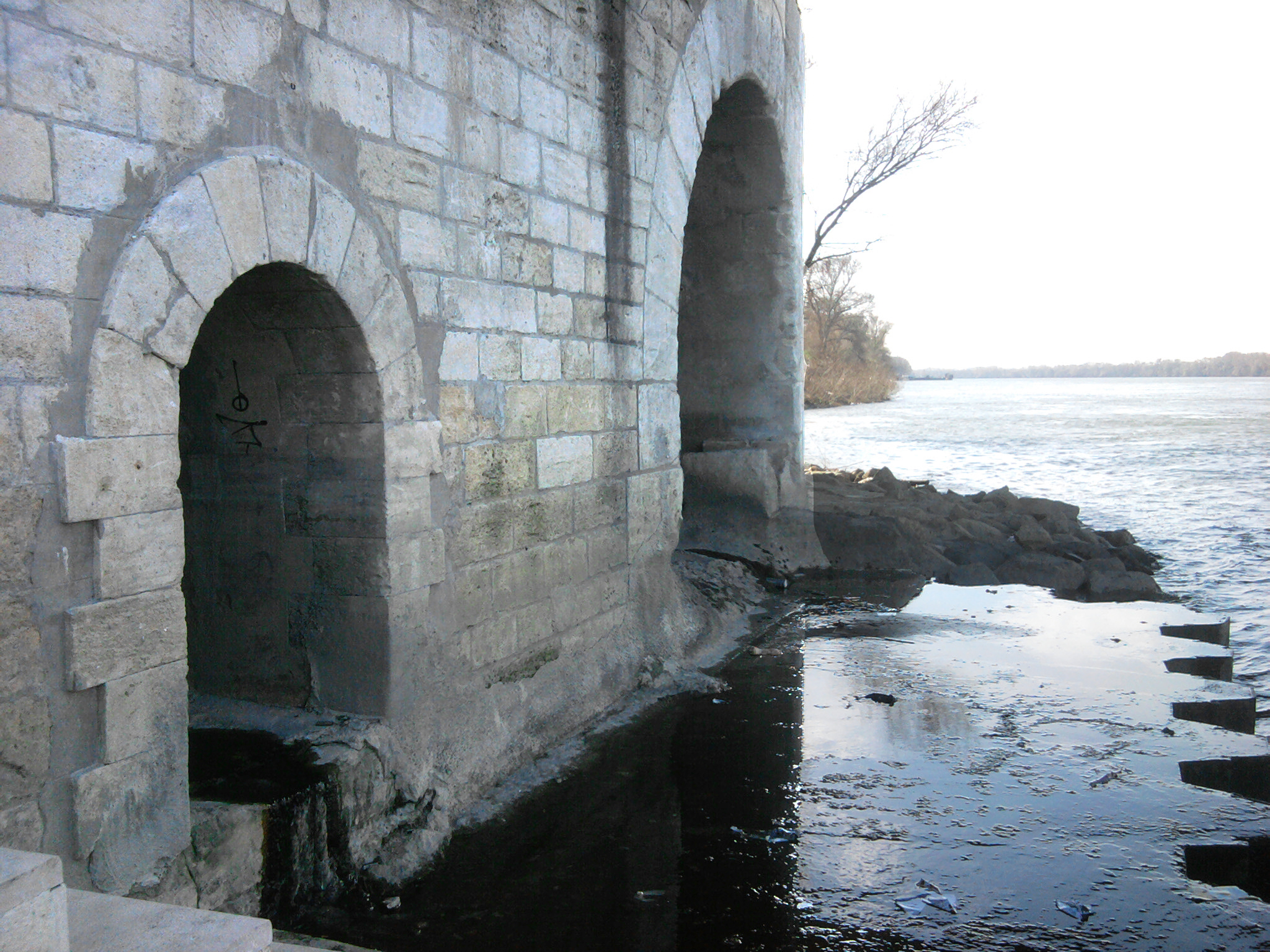
Desembocadura del canal de Craponne en Arlés.

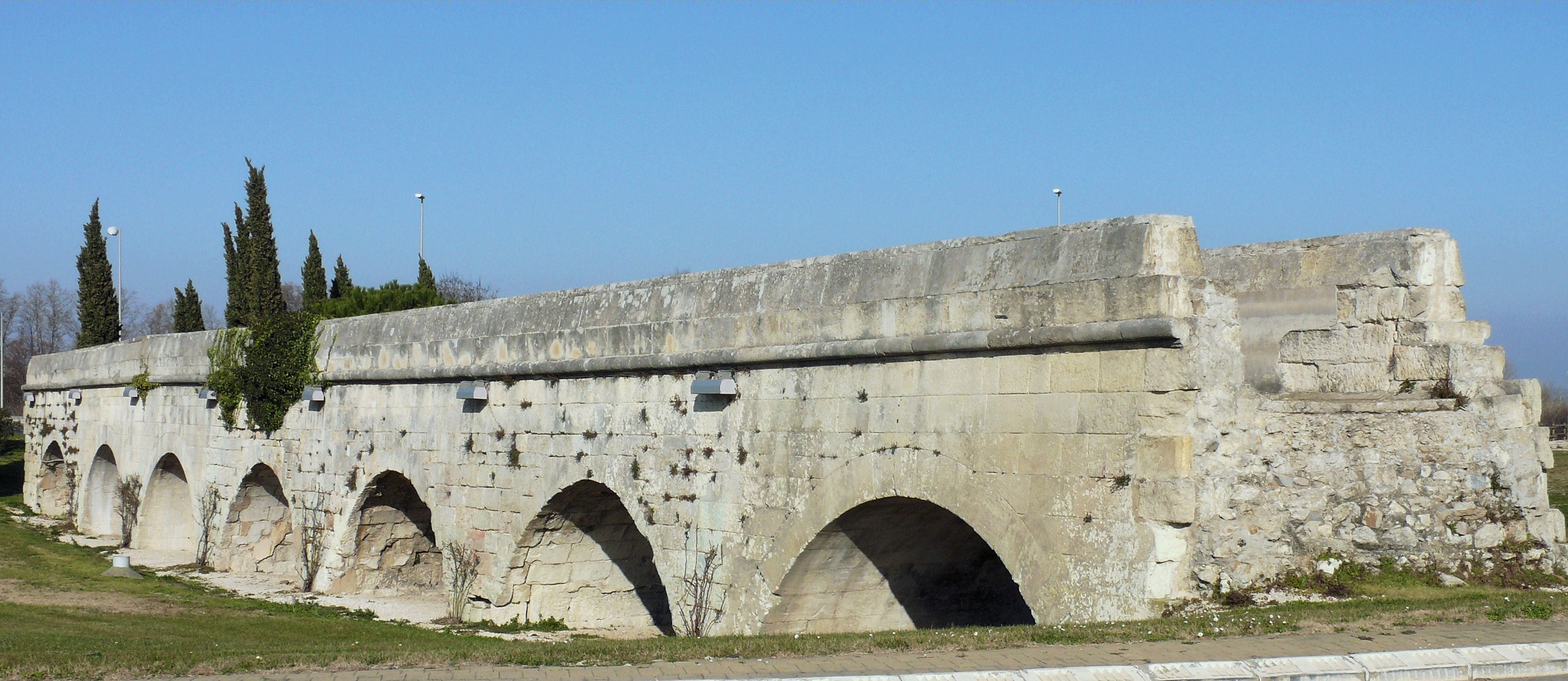
Vestigios del puente-acueducto de Pont-de-Crau.

Adam de Craponne obtiene el 17 de agosto de 1554 el derecho a tomar agua en el Durance para llevarlo a Salon-de-Provence. Comenzó a trabajar el mismo año. El canal parte del curso bajo del Durance, cerca de La Roque-d'Anthéron, sigue el valle en el lado sur para cruzar el Pertuis de Lamanon. El agua del canal alimenta las fuentes de Salon-de-Provence y proporciona el agua necesaria para el riego de los suelos áridos de la Crau, al sur de los Alpilles, antes de llegar a la Laguna de Berre siguiendo un trazado sinuoso. El agua llegó a Salon-de-Provence en 1559. 
El canal experimenta tal éxito que resulta rápidamente esencial a la economía local, lo que obliga a Craponne a agrandarlo repetidamente.

### El ramal de Arlés del canal
El 3 de mayo de 1581, los hermanos Ravel, antiguos niveladores de Adam de Craponne, obtienen de los edies de Arlés el derecho de construir un canal para regar la llanura de Crau. Solicitaron y obtuvieron el apoyo de Robert de Montcalm, asesor del rey y presidente en su corte del parlamento de Aix, quien dedicó parte de su fortuna para ayudarlos a construir el canal de Arles en un tiempo récord. Por un acta del 29 de agosto de 1583, Robert de Moncalm fue galardonado con las dos novenas partes de la obra de Arles. En 1584, los asociados de la obra de arte tuvieron que construir el  acueducto del puente Crau para evitar un pantano y tirar agua del canal Arles en el Ródano y evitar fiebres malignas causadas por el agua vertida, lo que resultó en un coste significativo y una transacción 22 de agosto de 1585. Dos consejeros de Arlés que empujaron a la población contra esta construcción, Robert de Montcalm los llama a comparecer ante el parlamento de Aix en noviembre de 1585. Robert de Montcalm muere en Arlés el 20 de octubre de 1585, lo que libra al ramal de Arlés del Canal de Craponne.